# NGC 2383
NGC 2383 is een open sterrenhoop in het sterrenbeeld Grote Hond. Het hemelobject werd op 15 februari 1836 ontdekt door de Britse astronoom John Herschel.

## Synoniemen
- OCL 616
- ESO 559-SC8